# حلقه جی‌آربی غول‌پیکر
حلقه جی‌آربی غول‌پیکر (به انگلیسی: Giant GRB Ring)

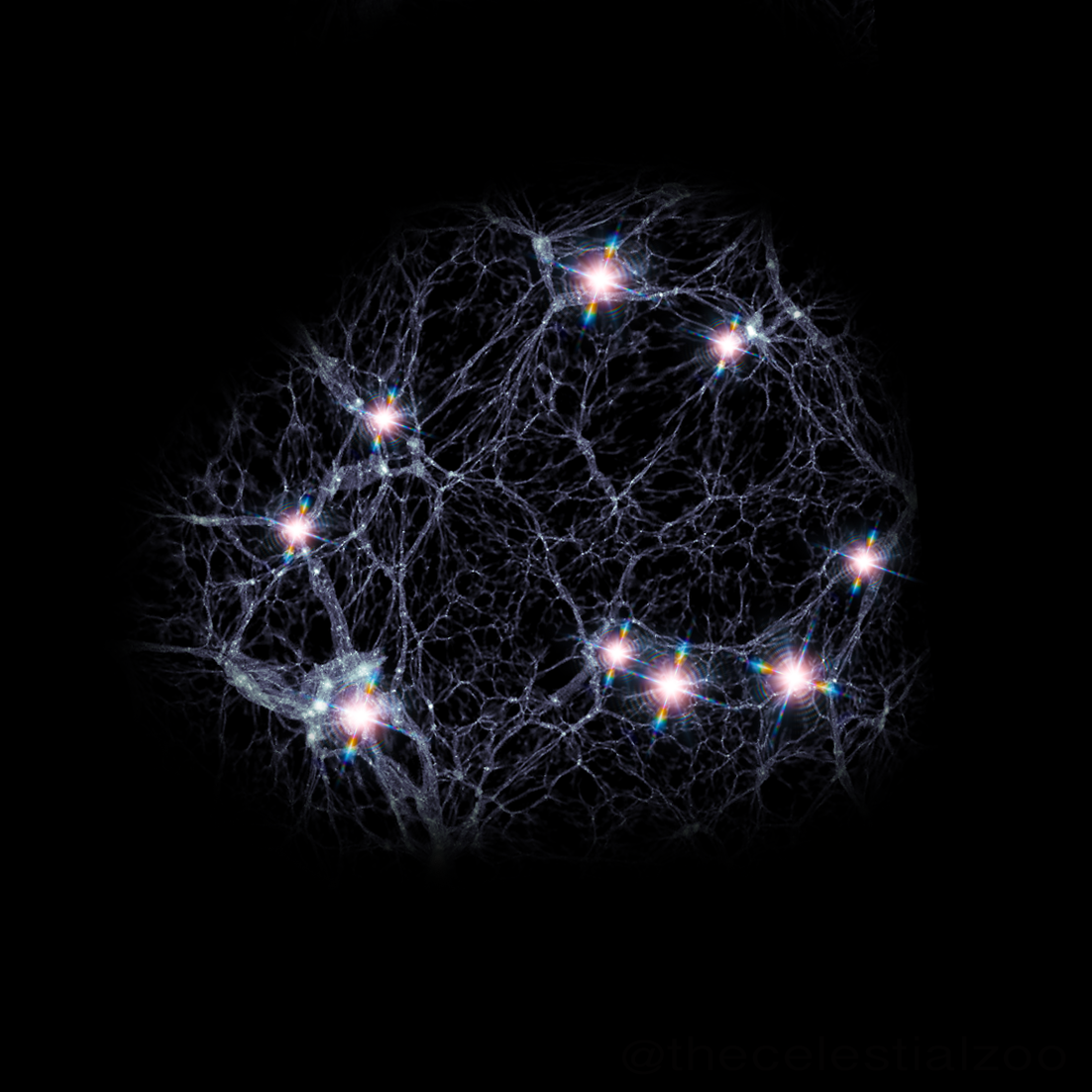
حلقه جی‌آر‌بی غول‌پیکر

 شامل ۹ حلقهٔ انفجار پرتوی گاما است که ممکن است با یکی از بزرگترین ساختارهای شناخته‌شده کیهانی هم‌بسته باشد. این حلقه‌های ۹ گانه در ژوئیه ۲۰۱۵ و توسط گروهی از اخترشناسان مجارستانی-آمریکایی به رهبری ال.جی بالاز هنگام تجزیه و تحلیل داده‌های تلسکوپ‌های مختلف اشعه گاما و اشعه ایکس، به ویژه ماهواره رصدگر سوئیفت کشف شد. حلقه‌های ۹‌ گانهٔ جی‌آربی در فاصلهٔ حدود ۲/۸ گیگا پارسک (۹/۱ میلیارد سال نوری) از زمین در انتقال به سرخ میان ۰/۷۸ و ۰/۸۶ قرار داشته و حدود ۱/۷۲ گیگا پارسک (۵/۶ میلیارد سال نوری) قطر دارد. چنین مقیاس‌هایی، حلقه جی‌آربی غول‌پیکر را تبدیل به یکی از بزرگترین ساختارهای شناخته‌شدهٔ کیهان نموده است.